# La vie est brève et le désir sans fin
La vie est brève et le désir sans fin est un roman de Patrick Lapeyre publié le 26 août 2010 chez P.O.L. et ayant obtenu la même année le prix Femina.

## Historique
Ce roman est retenu dans la première sélection du prix Goncourt et prix Renaudot 2010. Il obtient le 2 novembre 2010 le prix Femina par sept voix contre six (la voix de la présidente ayant compté double en raison de l'égalité) à Qu'as-tu fait de tes frères ? de Claude Arnaud.

## Résumé
C'est l'histoire d'un homme de quarante ans tiraillé entre les plaisirs de l'adultère commis avec une femme plus jeune et le confort douillet de sa vie maritale auprès d'une épouse qui subvient à ses besoins matériels.

## Éditions
- La vie est brève et le désir sans fin, P.O.L., 2010  (ISBN 9782818006030).